# Ramska kuća
Ramska kuća je kulturno-športski-rekreacijski centar na Makljenu. Podiglo ju je Hrvatsko katoličko dobrotvorno društvo iz Sarajeva. Nalazi se u općini Prozor-Rama, zapadno od prometnice Rama - Uskoplje, sjeverno od Gmića i podno vrha Košutice (1343 m). Sadržaji su domaća gastronomska ponuda i u sklopu nje najpoznatija ramska šljivovica. Mjesto je za odmor i rekreaciju. Pored smještajnih kapaciteta, tu su športski objekti: skijaška staza, nogometni i teniski tereni te staze za šetanje. Kulturni sadržaj čini mali muzejski objekt, etnografska zbirka rukotvorina. U sklopu Centra je mali zoološki vrt s domaćim i divljim životinjama: jeleni, zečevi, golubi, pauni, psi i planira se udomiti još životinja.